# Obersavo

Lage der Verwaltungsgemeinschaft Obersavo in Finnland

Obersavo (finnisch Ylä-Savo) ist eine von fünf Verwaltungsgemeinschaften (seutukunta) in der finnischen Landschaft Nordsavo.
Zur Verwaltungsgemeinschaft Obersavo gehören folgende sieben Städte und Gemeinden:
- Iisalmi
- Keitele
- Kiuruvesi
- Lapinlahti (mit dem 2011 eingemeindeten Varpaisjärvi)
- Pielavesi
- Sonkajärvi
- Vieremä